# Enzo Ferrari
Enzo Anselmo „Commendatore“ Ferrari (18. února 1898 Modena – 14. srpna 1988 Modena) byl italský automobilový závodník, zakladatel a manažer závodního týmu Scuderia Ferrari a zakladatel automobilky Ferrari.

## Život

### Mládí a závodní činnost
Narodil se 18. února 1898 v Modeně  Alfredovi a Adalgise Ferrariovým (rozená Bisbiniová). Oficiálním datem jeho narození je až 20. únor, údajně kvůli sněhové kalamitě otec nemohl vyjít z domu a do matriky ho nechal zapsat až o tři dny po narození. 
Enzo Ferrari získal jen základní vzdělání. Jeho starší bratr Alfred, přezdívaný Dino, si v rodinném sídle zařídil dílnu, kde pak pracoval i Enzo a jejich otec. V roce 1915 zemřel jeho otec na zápal plic a v následujícím roce i bratr Alfred, který odešel jako dobrovolník do války. Enzo narukoval v roce 1917 a sloužil u 3. horského dělostřeleckého pluku italské armády. V roce 1918 onemocněl španělskou chřipkou, ale přežil a byl propuštěn do civilu.
Netroufl si však udržet dílnu bez otce a bratra. Hledal práci v automobilce FIAT v Turíně, ale byl odmítnut, našel si tedy nové zaměstnání. Stal se testovacím řidičem společnosti C.M.N. (Costruzioni Meccaniche Nazionali) v Miláně. Roku 1919 absolvoval svůj první závod na trati Parma–Poggio di Berceto. V listopadu téhož roku se zúčastnil závodu Targa Florio na Sicílii. O rok později již byl závodním jezdcem továrního týmu Alfa Romeo. Jeho ekonomická situace se zlepšila a v roce 1923 se oženil se švadlenou Laurou Garellovou. V roce 1929 založil vlastní závodní tým, který nazval Scuderia Ferrari.  Roku 1932 závodní kariéru ukončil, nechtěl již dále riskovat život po narození prvního syna Alfreda. 

### Manažer týmu Ferrari a podnikatel
Nastoupil poté do vývojového oddělení Alfy Romeo, souběžně dál vedl vlastní tým, v němž bylo čtyřicet závodních jezdců, k nejznámějším z nich patřil Tazio Nuvolari. Uzavřel za tým smlouvu s Alfou Romeo, časem se ke spolupráci přidala i firma Pirelli. S vývojem Alfy však Ferrari nebyl spokojen. V roce 1937 tým Scuderia Ferrari rozpustil. Roku 1939 pak opustil i Alfu Romeo. V Modeně poté založil konstrukční firmu Auto-Avio Costruzioni. Krátce na to firma přesídlila do Maranella. Vývoj aut ovšem zbrzdila druhá světová válka, protože firma musela povinně vyrábět letecké díly pro armádu. 
Po válce se firma znovu soustředila na automobily. Roku 1947 se její součástí stal závodní tým a Ferrari mu dal znovu název Scuderia Ferrari. První vůz nesoucí jeho jméno vyjel 11. května 1947.  Vozy byly označeny emblémem vzpínajícího se černého koně ve žlutém poli, což je barva jeho rodného města Modeny.  V roce 1949 zvítězil v závodě 24 hodin Le Mans, a to s vozem Ferrari 166M. V roce 1950 se tým přihlásil do nově vzniklé Formule 1. První závod vyhrál v roce 1951 na britském okruhu v Silverstone. Za rok již Ferrari vyhrálo prvně celý šampionát.

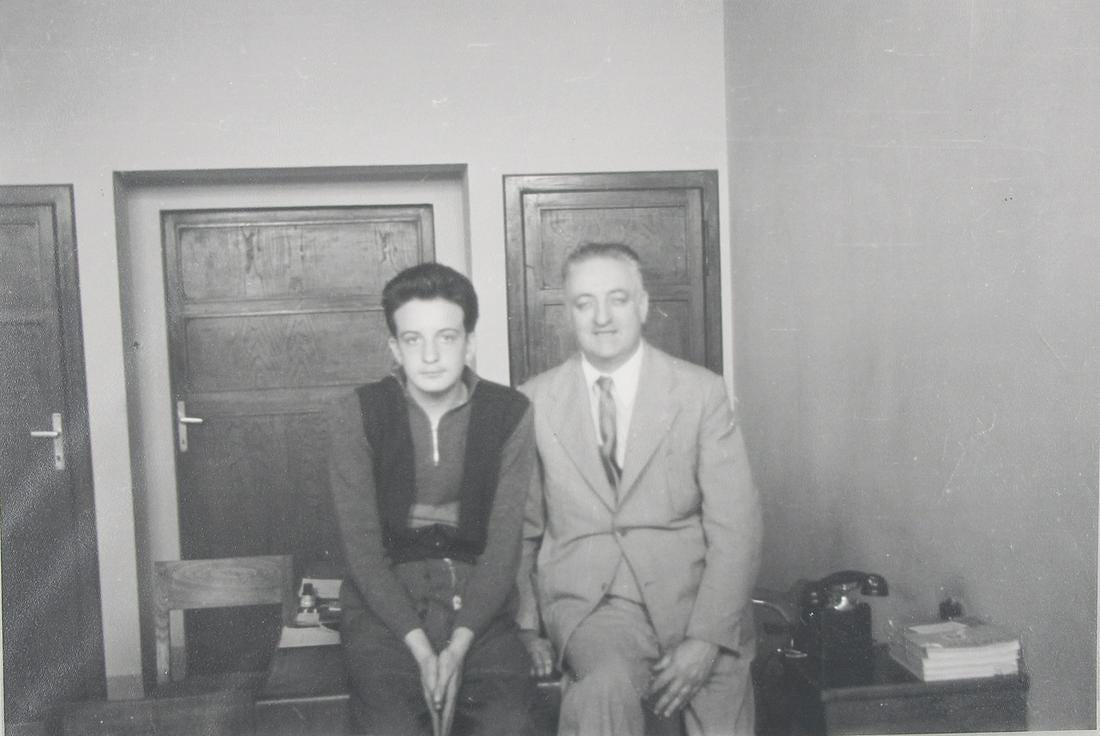
Enzo Ferrari se synem Dinem (1947)

Roku 1956 zemřel syn Alfredo, zvaný Dino, v důsledku svalové dystrofie. Ferrari pak na jeho počest pojmenoval několik závodních vozů (Dino 206, Dino 246 GT, Dino 246 GTS). Dědicem firmy se stal jeho nemanželský syn Piero, který se narodil v roce 1945 ze vztahu s Linou Lardiovou. 
Navzdory tomu, že se týmu dařilo, firma se v 60. letech dostala do špatné situace a byla transformována na akciovou společnost.  V roce 1969 Ferrari byl nucen svůj podíl prodat. Odmítl nabídku Fordu, který chtěl získat plnou kontrolu nad týmem. Nakonec firmu zachránil Fiat, který odkoupil polovinu konstrukční firmy, a to i za podmínky, že Ferrari zůstane prezidentem firmy (byl jím do roku 1977) a bude dále kralovat v závodním týmu (vedl ho až do konce svého života). Klíčovým manažerem firmy se ovšem stal Luca di Montezemolo. V 70. letech dal Ferrari postavit okruh ve Fioranu. V roce 1988 akciový podíl společnosti Fiat vzrostl na 90%. Zbytek vlastní Piero Ferrari. 
Obdržel vyznamenání rytíře Řádu italské koruny (Commendatore dell'Ordine della Corona d'Italia), proto měl přezdívku Il Commendatore - rytíř. Ferrari získal mnoho titulů, ale nejvíce se chlubil  čestným titulem strojního inženýra, který mu  udělila v roce 1960 univerzita v Bologni. Kromě toho mu v roce 1988 byl udělen čestný titul ve fyzice na univerzitě v Modeně a Reggio Emilia.
Enzo Ferrari zemřel 14. srpna 1988 ve věku devadesáti let. Zpráva o jeho smrti byla  podle jeho přání  zveřejněna až po pohřbu. Pohřeb proběhl přísně soukromou formou, bez průvodu a za přítomnosti pouze blízkých přátel a příbuzných. Ferrari byl pohřben v rodinné kapli na hřbitově San Cataldo v Modeně. 
Posmrtně byl uveden do Mezinárodní síně slávy motoristického sportu (1994) a Automotive Hall of Fame (2000). Roku 2003 byl o jeho životě natočen hraný film Ferrari. V roce 2012 bylo v Modeně otevřeno muzeum Enza Ferrariho. Přístavbu vedle zrekonstruovaného domu z 19. století, kde se  Enzo Ferrari narodil, projektovala londýnská kancelář Future Systems. Na  projektu se podílel český architekt  Jan Kaplický.  Další Ferrariho muzeum se nachází v Maranellu.